# 로키슈키스

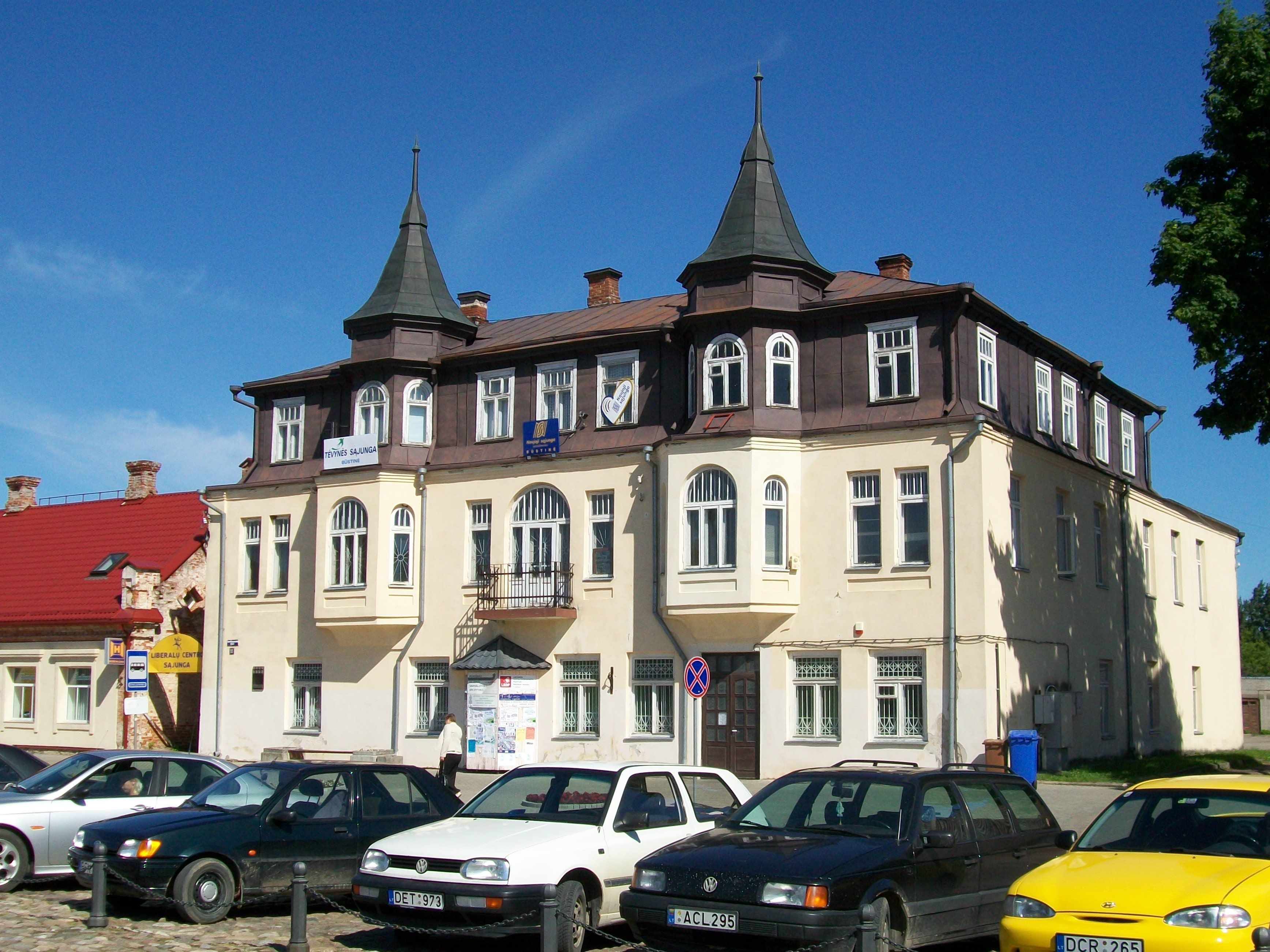
로키슈키스

로키슈키스(리투아니아어: Rokiškis)는 리투아니아 북동부 파네베지스주의 도시로 인구는 14,351명(2011년 기준)이다.
전설에 따르면 사냥꾼 로카스(Rokas)가 산토끼 사냥에 나서면서 로키슈키스를 세웠다고 한다. 폴란드-리투아니아 연방의 지배를 받고 있던 1499년 문헌에서 처음으로 등장했으며 1795년 제3차 폴란드 분할과 함께 러시아 제국에 편입되었다. 제1차 세계 대전이 진행 중이던 1915년에는 독일 제국 군대에 점령되기도 했지만 전쟁의 종식과 함께 리투아니아에 편입되었다. 1920년에 도시 지위를 부여받았다.

시 문장